# Seußlitzer und Gauernitzer Gründe
Die Seußlitzer und Gauernitzer Gründe bilden ein Naturschutzgebiet (NSG) im Landkreis Meißen in Sachsen. Das insgesamt 357 ha große Gebiet mit der NSG-Nr. D 02 besteht aus zwei getrennten Teilgebieten. Ein Gebiet, die Seußlitzer Gründe, liegt rechtselbisch und östlich von Diesbar-Seußlitz, einem Ortsteil der sächsischen Gemeinde Nünchritz. Das andere Gebiet, die Gauernitzer Gründe, liegt linkselbisch und zwischen den Ortschaften Gauernitz und Scharfenberg der sächsischen Gemeinde Klipphausen.

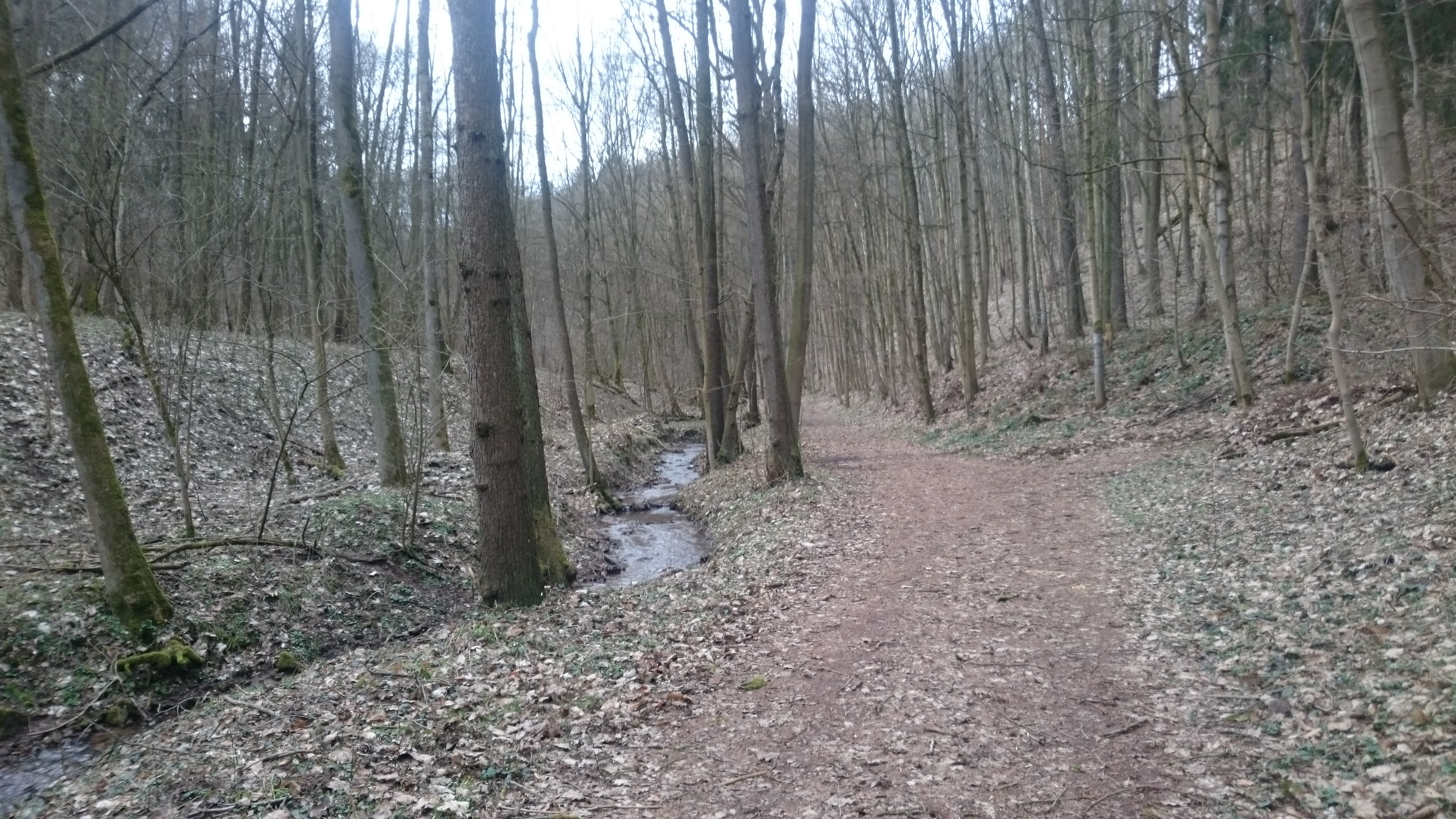
Im Eichhörnchengrund bei Gauernitz

Das Naturschutzgebiet wurde durch eine Verordnung des Landratsamtes Meißen vom 17. Dezember 2013 (SächsGVBl. 2014 S. 26) festgesetzt.

## Weitere Schutzgebiete
Teile des Naturschutzgebietes sind Bestandteil folgender FFH-Gebiete:
- Nr. 4545-301 Elbtal zwischen Schöna und Mühlberg
- Nr. 4746-301 Seußlitzer Gründe
- Nr. 4846-302 	Linkselbische Täler zwischen Dresden und Meißen

Weiterhin sind Teile des Naturschutzgebiets in folgenden Europäischen Vogelschutzgebieten enthalten:
- Nr. 4545-452 Elbtal zwischen Schöna und Mühlberg
- Nr. 4747-451 Seußlitzer Elbhügelland und Golk
- Nr. 4647-451 Linkselbische Bachtäler